# Saint-Jean-Delnous

Saint-Jean-Delnous este o comună în departamentul Aveyron din sudul Franței. În 1 ianuarie 2022 avea o populație de 382 de locuitori.